# Józef Bischof
Józef Juliusz Bischof (ur. 4 września 1896 w Kocmaniu, zm. 13 lutego 1962 w Londynie) – pułkownik dyplomowany piechoty Wojska Polskiego, kawaler Orderu Virtuti Militari.

## Życiorys
Urodził się 4 września 1896 w Kocmaniu, ówczesnym mieście powiatowym Księstwa Bukowiny, w rodzinie Edwarda i Antoniny z domu Izeffel. W 1914 ukończył naukę i zdał egzamin maturalny w c. k. Gimnazjum II w Czerniowcach. 2 marca 1915 został powołany do służby w cesarsko-królewskiej Obronie Krajowej i wcielony do Batalionu Zapasowego 22 Pułku Piechoty Obrony Krajowej, a później przeniesiony do Batalionu Zapasowego 33 Pułku Piechoty Obrony Krajowej. W maju 1916 został skierowany na front rosyjski, a później front włoski. Na stopień podporucznika rezerwy został mianowany ze starszeństwem 1 stycznia 1917. Na froncie dowodził plutonem i kompanią. Służbę zakończył 1 listopada 1918 w Tyrolu.
11 listopada 1918 wstąpił do 1 batalionu strzelców w Krakowie. W końcu grudnia 1918 wyruszył z tym batalionem na wojnę z Ukraińcami pod Lwów. 13 stycznia 1919 pod Suchowolą został ranny. Później został przeniesiony do 18 Pułku Piechoty i w jego szeregach walczył na wojnie z bolszewikami. 1 czerwca 1920 dowodząc 9. kompanią został ranny pod miejscowością Gorodec koło Mińska, lecz nie zgodził się na odejście do szpitala i pozostał ze swoim pododdziałem. Wyróżnił się męstwem jako dowódca III batalionu, wyprowadzając go z okrążenia 7 lipca 1920 pod Żabichowem. 27 lipca 1920 odszedł z frontu chory na tyfus. Leczył się w Cieszynie, a po wyzdrowieniu został skierowany do Batalionu Zapasowego 18 Pułku Piechoty.
Po zakończeniu działań wojennych pozostał w wojsku jako oficer zawodowy. Pełnił służbę w 18 pp w Skierniewicach na stanowisku dowódcy kompanii. 1 czerwca 1921 był odkomenderowany z macierzystego pułku do Szkoły Podchorążych Piechoty w Warszawie. 3 maja 1922 został zweryfikowany w stopniu kapitana ze starszeństwem od 1 czerwca 1919 i 1471. lokatą w korpusie oficerów piechoty. Później został przydzielony do Dowództwa Okręgu Korpusu Nr IV w Łodzi na stanowisko referenta, a następnie kierownika referatu wyszkolenia i mobilizacji.
W 1927 został przeniesiony do 42 Pułku Piechoty w Białymstoku na stanowisko dowódcy kompanii. 2 kwietnia 1929 prezydent RP nadał mu z dniem 1 stycznia 1929 stopień majora w korpusie oficerów piechoty i 34. lokatą. W lipcu tego roku został zatwierdzony na stanowisku dowódcy batalionu. Z dniem 5 stycznia 1931 został powołany do Wyższej Szkoły Wojennej w Warszawie, w charakterze słuchacza dwuletniego kursu 1930/32. Z dniem 1 listopada 1932, po ukończeniu kursu i otrzymaniu dyplomu naukowego oficera dyplomowanego, został przeniesiony do Dowództwa Okręgu Korpusu Nr V w Krakowie na stanowisko szefa Wydziału Mobilizacyjnego. W tym czasie obowiązki służbowe łączył z funkcją członka Komitetu Okręgowego PCK w Krakowie. W listopadzie 1934 został przeniesiony do 1 Pułku Strzelców Podhalańskich w Nowym Sączu na stanowisko dowódcy batalionu. W październiku 1935 został przeniesiony do Sztabu Głównego w Warszawie. Na podpułkownika awansował ze starszeństwem z 1 stycznia 1936 i 44. lokatą w korpusie oficerów piechoty. W marcu 1939 pełnił służbę w Oddziale I Sztabu Głównego na stanowisku szefa Wydziału Organizacyjnego, a w 1945 w Sztabie Naczelnego Wodza w Londynie na stanowisku szefa Oddziału Personalnego.
Zmarł 13 lutego 1962 w Londynie i został pochowany na cmentarzu North Sheen.
Był żonaty, miał córkę Marię Krystynę (ur. 29 lipca 1929).

## Ordery i odznaczenia
- Krzyż Srebrny Orderu Wojskowego Virtuti Militari nr 2482[2][28]
- Złoty Krzyż Zasługi – 1937 „za zasługi w służbie wojskowej”[29][24]
- Srebrny Krzyż Zasługi – 10 listopada 1928 „w uznaniu zasług, położonych na polu pracy w poszczególnych działach wojskowości”[30][31]
- Medal Pamiątkowy za Wojnę 1918–1921[21]
- Medal Dziesięciolecia Odzyskanej Niepodległości[21]
- Brązowy Medal Zasługi Wojskowej z mieczami na wstążce Krzyża Zasługi Wojskowej[4]
- Brązowy Medal Waleczności[4]

Odznaki
- Państwowa Odznaka Sportowa[32]
- Odznaka Strzelecka[32]
- Odznaka pamiątkowa 42 Pułku Piechoty[32]